# Tegenaria bithyniae
Tegenaria bithyniae är en spindelart som beskrevs av Brignoli 1978. Tegenaria bithyniae ingår i släktet husspindlar, och familjen trattspindlar. Inga underarter finns listade i Catalogue of Life.